# K-1
Se K1 för andra betydelser.
K-1 är en tävlingsform där deltagare från olika kampsportsdiscipliner deltar. Namnet K-1 kommer från stilarna kickboxning, karate och kung fu.
Reglerna kan sammanfattas så att varje deltagare använder boxningshandskar och det är tillåtet att slå, sparka och knäa motståndaren (i vissa galor är det förbjudet att knäas till exempel i Frankrike). Matcherna går i tre ronder om tre minuter (ibland uppåt fem gånger tre). Skulle domarna anse att matchen är oavgjord efter tre ronder, går deltagarna en fjärde och avgörande rond (då döms bara sista ronden oavsett tidigare poängställning). 
Varje år arrangeras K-1-galor över hela världen och varje år möts de åtta bästa i K-1 i en Grand Prix-final i Japan. Turneringen avgörs under en dag i eliminationsomgångar där vinnaren i varje kvartsfinalmatch går vidare till semifinal och därefter final. Finalvinnaren koras som K-1-världsmästare. Prispengarna är ofta stora. Eftersom varje match bara går i tre ronder är matcherna ofta intensiva och testar deltagarnas styrka och uthållighet.
K-1 World Grand Prix i Japan är till för tungviktare, alltså fighters runt 90 kilo och över. Men det finns en viktklass för fighters runt 70 kilo också denna kallas K-1 World Max (Max står för Middleweight Artistic eXtreme). Även den har ett flertal galor världen runt och finalgalan går i Japan.

## K-1 World Grand Prix
Under året hålls olika 16-mannaturneringar för att utse de 16 bästa som gör upp i K-1 World Grand Prix. 
| År   | Vinnare          | Finalist         |
| ---- | ---------------- | ---------------- |
| 1993 | Branko Cikatić   | Ernesto Hoost    |
| 1994 | Peter Aerts      | Masaaki Satake   |
| 1995 | Peter Aerts      | Jerome Le Banner |
| 1996 | Andy Hug         | Mike Bernardo    |
| 1997 | Ernesto Hoost    | Andy Hug         |
| 1998 | Peter Aerts      | Andy Hug         |
| 1999 | Ernesto Hoost    | Mirko Filipović  |
| 2000 | Ernesto Hoost    | Ray Sefo         |
| 2001 | Mark Hunt        | Francisco Filho  |
| 2002 | Ernesto Hoost    | Jerome Le Banner |
| 2003 | Remy Bonjasky    | Musashi          |
| 2004 | Remy Bonjasky    | Musashi          |
| 2005 | Semmy Schilt     | Glaube Feitosa   |
| 2006 | Semmy Schilt     | Peter Aerts      |
| 2007 | Semmy Schilt     | Peter Aerts      |
| 2008 | Remy Bonjasky    | Badr Hari        |
| 2009 | Semmy Schilt     | Badr Hari        |
| 2010 | Alistair Overeem | Peter Aerts      |

### K-1 Max World Grand Prix
| År   | Vinnare           |
| ---- | ----------------- |
| 2002 | Albert Kraus      |
| 2003 | Masato            |
| 2004 | Bukaw Por. Pramuk |
| 2005 | Andy Souwer       |
| 2006 | Bukaw Por. Pramuk |
| 2007 | Andy Souwer       |
| 2008 | Masato            |
| 2009 | Giorgio Petrosyan |
| 2010 | Giorgio Petrosyan |

## Kända utövare
- Badr Hari
- Peter Aerts
- Remy Bonjasky
- Ernesto Hoost
- Musashi
- Buakaw Por. Pramuk
- Bob Sapp
- Andy Hug
- Jerome Le Banner
- Jörgen Kruth
- Martin Holm
- Alistair Overeem

### K-1 Bok
- Willem Brunekreef, The Golden Kyokushin and K-1 Encyclopedia, ISBN 978-90-812379-1-8